# Cops Incrimination
Pour plus de détails, voir Fiche technique et Distribution.
 Cops Incrimination ( River Runs Red) est un thriller américain écrit et réalisé par Wes Miller, sorti en 2018.

## Synopsis
Afro-américain, le juge Charles Coleman mène une vie heureuse avec sa femme policière et leur fils qui désire suivre les traces de sa mère. Mais son existence est chamboulée lorsque ce dernier est abattu au volant de sa voiture par deux flics qui l'ont cru armé. Afin de s'innocenter, ils décident de déposer une arme à feu à ses côtés pour faire croire qu'ils ont tué un criminel. Dès lors, le système judiciaire les acquitte pour leur crime maquillé en légitime défense. Inconsolable et choqué, Coleman demande à son ami détective vétéran, Horace, d'enquêter sur le passé des deux policiers. Ce dernier découvre qu'ils ont déjà tué de sang-froid de jeunes hommes comme son enfant et, pour se dédouaner, qu'ils ont également placé un revolver près de leurs cadavres. Pour lutter contre la corruption dans la police, Coleman s'unit avec le père de l'une de leurs victimes, Horace, pour rétablir la vérité et la justice. Mais leur combat dérape très vite lorsqu'il se transforme en vengeance implacable contre les deux ripoux...

## Fiche technique
- Titre :  Cops Incrimination
- Titre original :  River Runs Red
- Réalisation et scénario : Wes Miller
- Photographie : Ron Bourdeau, Michael Brouphy et Egor Povolotskiy
- Montage : Rowan Maher
- Musique : Pierre Heath
- Producteurs : James T. Bruce IV, Jaqueline Fleming, Wes Miller, Curtis Nichouls, Leonard Ohaebosim, Rachel Ryling, Joel Shapiro et Sasha Yelaun
- Sociétés de production : Cinedigm, Sweet Unknown Studios, Media Finance Capital, Premiere Picture et Soulidifly Productions
- Société de distribution : Cinedigm (États-Unis), Program Store (France)
- Pays d'origine :  États-Unis
- Langue originale : anglais
- Format : couleur - 2.35:1
- Genre : thriller
- Durée : 94 minutes
- Dates de sortie  :
  -  États-Unis : 9 novembre 2018
  -  France : 
    - 27 mai 2020 (en VOD)
    - 26 juin 2020 (en DVD et Blu-ray)

## Distribution
- Taye Diggs : Charles Coleman
- George Lopez : Javier
- Luke Hemsworth : Von
- Gianni Capaldi : Rory
- RJ Mitte : officier Thomas
- John Cusack : Horace
- Briana Evigan : Marilyn
- Michael Clofine : officier Mike
- John D. Hickman : officier Tom
- Steven Berrebi : Brass One
- Jaqueline Fleming : professeur Lawless
- Jennifer Tao  : Eve
- Tshombi Basemore : Diego
- Joseph Belk : CJ